# Роднички (Челябинская область)
Роднички  — посёлок в Агаповском районе Челябинской области. Входит в состав Черниговского сельского поселения.

## География
Поселок расположен рядом с одноимённым остановочным пунктом Южно-Уральской железной дороги.
Улица одна: Лесная.
Расстояние до районного центра села Агаповка 63 км, до центра сельского поселения посёлка Черниговского 8 км.

## История
Поселок основан в 1929 году, во время строительства железной дороги Карталы — Магнитогорск. Первоначально относился к Магнитному сельсовету.

## Население
| 1970 | 1995 | 2002 | 2010 |
| ---- | ---- | ---- | ---- |
| 118  | ↘44  | ↘28  | ↘15  |

Историческая численность населения: в 1959 г. —144 чел., в 1983 г. — 52 чел.

## Инфраструктура
Личные подсобные хозяйства.

## Транспорт
Посёлок связан грунтовыми и шоссейными дорогами с соседними населёнными пунктами.